# Vladimír Bartoš (politik)
Vladimír Bartoš (* 22. srpna 1946) je bývalý český politik, v 90. letech 20. století poslanec Poslanecké sněmovny za ODS, později za Unii svobody.

## Biografie
Ve volbách v roce 1996 byl zvolen do poslanecké sněmovny za ODS (volební obvod Jihomoravský kraj). Zasedal ve výboru pro vědu, vzdělání, kulturu, mládež a tělovýchovu. Do ledna 1998 členem poslaneckého klubu ODS, pak přešel do nově vzniklé Unie svobody. V roce 1993 se zmiňuje na postu předsedy Oblastní rady ODS Brno-venkov. Po vzniku Unie svobody patřil mezi její hlavní aktivisty v tomto regionu. Okresní sekretariát US pro Brno-venkov se nacházel v jeho poslanecké kanceláři v Brně. Výraznější politické angažmá ale odmítl a do sněmovny v roce 1998 nekandidoval.
Angažoval se nadále v komunální politice. Již v roce 1996 se uvádí na postu starosty města Rosice. V komunálních volbách roku 1994, komunálních volbách roku 1998 a komunálních volbách roku 2002 byl zvolen do zastupitelstva města Rosice, v roce 1994 za ODS, pak za Unii svobody. V komunálních volbách roku 2006 kandidoval za US-DEU, ale nebyl zvolen, uspěl v komunálních volbách roku 2010. Profesně se k roku 1998 uvádí jako učitel, k roku 2002 coby jednatel, v roce 2006 jako ředitel firmy a roku 2010 jako poradce.